# Limnobiont
Limnobiont – organizm słodkowodny, mieszkaniec wód słodkich, czyli strefy limnetycznej (zobacz też: euhalinobiont, miksohalinobiont)
W węższym znaczeniu gatunek typowy dla jezior (zobacz limnebiont).